# Panta rhei
Die Formel panta rhei (altgriechisch πάντα ῥεῖ ‚alles fließt‘) ist ein Aphorismus zur Kennzeichnung der heraklitischen Lehre. Sie wird auf den griechischen Philosophen Heraklit zurückgeführt, von Platon (im Dialog Kratylos) nahegelegt, erscheint wörtlich jedoch erstmals bei dem spätantiken Neuplatoniker Simplikios. Bereits in augusteischer Zeit war diese formelhafte Zusammenfassung der Gedanken Heraklits in Gebrauch. Ihre lateinische Übersetzung (cuncta fluunt) findet sich im 15. Buch der Metamorphosen in der „Rede des Pythagoras“, in der Ovid das naturphilosophische Fundament seiner Metamorphosen darlegt.

## Herkunft
Platon verbindet in seiner Charakterisierung der kosmologischen Theorie Heraklits einige von dessen bekanntesten Lehrsätzen – vor allem: „Πάντα χωρεῖ καὶ οὐδὲν μένει Pánta chorei kaì oudèn ménei“, „Alles bewegt sich fort und nichts bleibt.“ – mit „allerlei alten Weisheiten, natürlich über Kronos und Rhea, die auch Homer schon erzählte“. Dabei unterstellt er, der Name der Titanin Rhea könne auf die Bedeutung „fließen“ zurückgeführt werden.
In wörtlicher Form findet sich die Wendung zuerst bei Simplikios (* um 490; † um 560), einem spätantiken Kommentator der Schriften des Aristoteles.

## Flusslehre
Der Sache nach stellt die Wendung in der Flusslehre eine zwar nicht unzutreffende, gleichwohl verkürzende Interpretation der Äußerungen Heraklits dar. Sie wird durch die sogenannten „Flussfragmente“ gestützt, in denen Heraklit das Sein mit einem Fluss vergleicht:
Fragment 1:

«Ποταμοῖσι τοῖσιν αὐτοῖσιν ἐμβαίνουσιν ἕτερα καὶ ἕτερα ὕδατα ἐπιρρεῖ.»

„Wer in denselben Fluss steigt, dem fließt anderes und wieder anderes Wasser zu.“

Fragment 2:

«Ποταμοῖς τοῖς αὐτοῖς ἐμβαίνομέν τε καὶ οὐκ ἐμβαίνομεν, εἶμέν τε καὶ οὐκ εἶμεν.»

„Wir steigen in denselben Fluss und doch nicht in denselben, wir sind es und wir sind es nicht.“

Fragment 3:

«Ποταμῷ οὐκ ἔστιν ἐμβῆναι δὶς τῷ αὐτῷ.»

„Man kann nicht zweimal in denselben Fluss steigen.“

## Philosophische Einordnung
Die Flusslehre ist im Zusammenhang mit Heraklits Lehre von der Einheit aller Dinge zu verstehen:

«συνάψιες ὅλα καὶ οὐχ ὅλα, συμφερόμενον διαφερόμενον, συνᾷδον διᾷδον, καὶ ἐκ πάντων ἕν καὶ ἐξ ἑνὸς πάντα»

„Verbindungen: Ganzes und Nichtganzes, Zusammengehendes und Auseinanderstrebendes, Einklang und Missklang und aus Allem Eins und aus Einem Alles.“

Platons Zitat Pánta chorei kaì oudèn ménei ist die knappste Formulierung der Flusslehre Heraklits, die besagt: „Alles fließt und nichts bleibt; es gibt nur ein ewiges Werden und Wandeln.“ Der Schwerpunkt liegt hier, anders als bei Heraklit selbst, auf dem Aspekt des Werdens und Vergehens. In der Tradition der platonischen Schule, aber auch in zahlreichen neueren Interpretationen (z. B. bei Hölderlin und Hegel) erscheint die Lehre des Heraklit nur als eine solche des Werdens und Vergehens. Nach Nietzsche handelt es sich im Kern um eine Konzeption der „Bejahung des Vergehens“.
Dagegen liegt nach der Flusslehre die primäre Welterfahrung in dem fortwährenden Stoff- und Formwechsel. Sie ist eine Metapher für die Prozessualität der Welt. Das Sein ist das Werden des Ganzen. Das Sein ist demnach nicht statisch, sondern als ewiger Wandel dynamisch zu erfassen. Doch hinter und zugleich in dem unaufhörlichen Fluss steht die Einheit: Einheit in der Vielheit und Vielheit in der Einheit. Karl-Martin Dietz interpretiert die Flusslehre aber dennoch als Hinweis Heraklits auf die Welt des gleichbleibend Gemeinsamen.

## Rezeption bei Goethe
Goethe bezog sich in dem Gedicht Dauer im Wechsel direkt auf Heraklit:
Gleich mit jedem Regengusse

Ändert sich dein holdes Tal,

Ach, und in demselben Flusse,

Schwimmst du nicht zum zweitenmal.
Der ewige Wandel ist auch Gegenstand seines Gedichts Eins und Alles:
Es soll sich regen, schaffend handeln,

Erst sich gestalten, dann verwandeln;

Nur scheinbar stehts Momente still.

Das Ewige regt sich fort in allen:

Denn alles muß in Nichts zerfallen,

Wenn es im Sein beharren will.